# Mosiera gracilipes
Mosiera gracilipes là một loài thực vật có hoa trong Họ Đào kim nương. Loài này được (Alain) Salywon mô tả khoa học đầu tiên năm 2007.